# Hansando

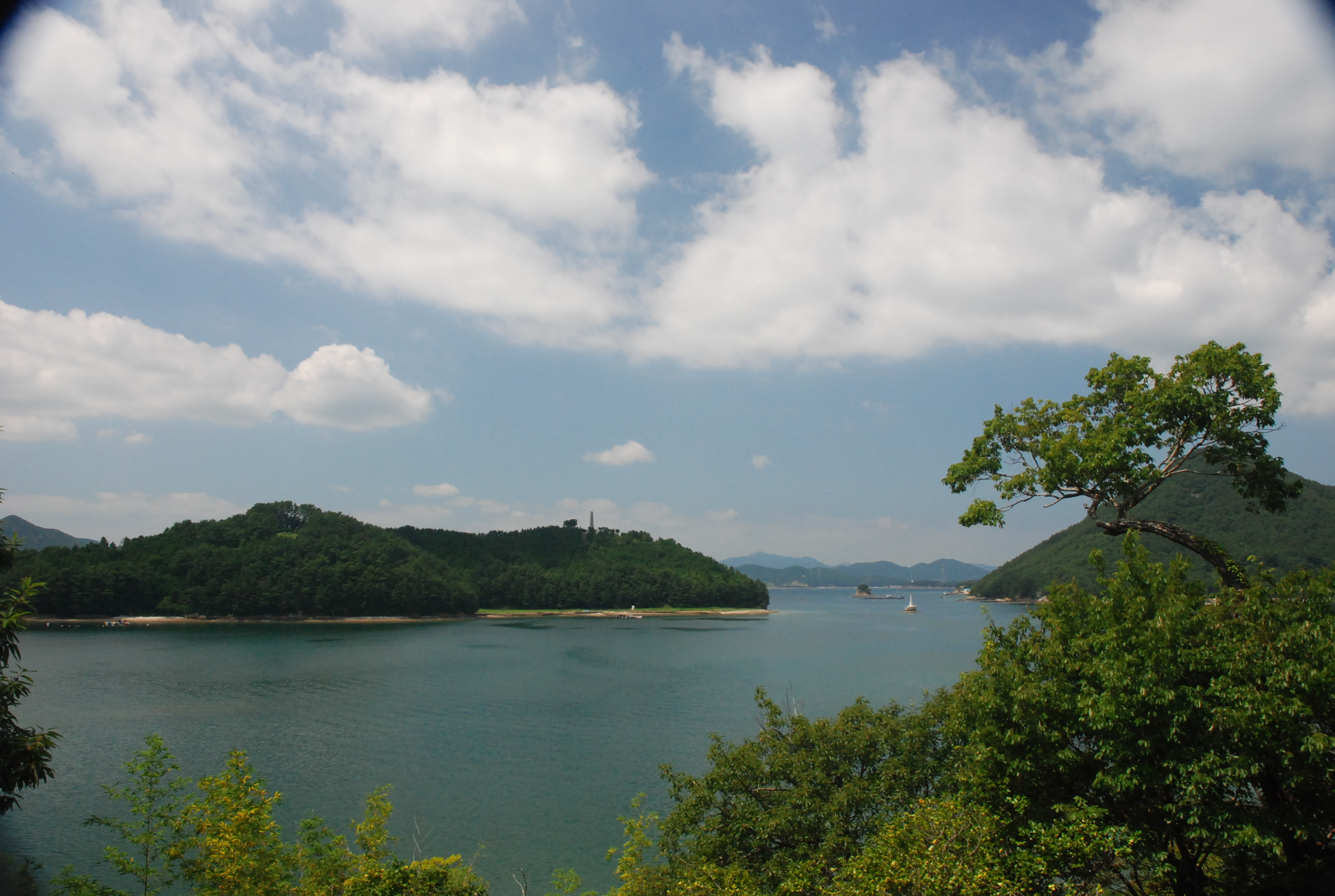
Hansando (2009)

Hansando ist eine koreanische Insel. Sie liegt an der Südostküste der Provinz Gyeongsangnam-do in Südkorea in der Nähe der Stadt Tongyeong.

## Lage und Geografie
Die Insel liegt südöstlich von Tongyeong. Um die Insel herum befinden sich die Inseln Hwado (화도), Bisando (비산도), Jwado (좌도), Chubongdo (추봉도), Jukdo (죽도), Yonghodo (용호도) und Bijindo (비진도). Chubongdo ist über eine Brücke mit der Hauptinsel Hansando verbunden.
Auf der Insel gibt es zwei größere Erhebungen, den 293 m hohen Mangsan (망산) im Zentrum der Insel und den 189 m hohen Godongsan (고동산) auf einer nördlichen Landzunge.

## Sehenswürdigkeiten
Vom Fährhafen direkt zu erreichen ist der Jeseungdang-Schrein, der dem koreanischen Militärführer Yi Sun-sin und seinem Sieg in der Schlacht von Hansando (한산도대첩) im August 1592 während des Imjin-Kriegs geweiht ist.

## Verkehr
Die Insel ist über Fährverbindungen (Passagiere, Autos) von Tongyeong und Geojedo aus erreichbar. Auf der Insel gibt es eine Ringstraße.